# 妮可·奧利佛
妮可·奧利佛（英語：Nicole Lyn Oliver，1970年2月22日—）是一位加拿大演員，曾配音《彩虹小馬：友情就是魔法》中宇宙公主和采妮，以及《至Q寵物屋》中的Zoe Trent。

## 外部連結
- 官方网站
- 妮可·奧利佛在互联网电影资料库（IMDb）上的資料（英文）